# Гане Тодоровски
Драган „Гане“ Тодоровски (Скопље, 11. мај 1929 — Скопље, 22. мај 2010) био је македонски песник, есејиста, књижевни критичар, историчар и публициста.
Завршио је Филозофски факултет на Универзитету Св. Кирил и Методиј у Скопљу, где је докторирао. Радио је као новинар Танјуга и новина "Млад борец" и "Студентски збор". Био је дугогодишњи професор хрватске и македонске књижевности 19. века на Филолошком факултету у Скопљу.
Књижевну активност започео је непосредно по ослобођењу, и то у листовима „Нова Македонија“, „Пионерски весник“, „Нов ден“ и др. Претежно се бавио поезијом и препевима. Издао је веће збирке поезије. Бавио се и критиком и есејистиком. Био је уредник књижевних часописа: „Иднина“, „Современост“, „Културен живот“, „Млада литература“, „Разгледи“ и др.
Писао је и филмске сценарије, а дебитовао је са документарним филмом Проштевање (1963), као ко-сценариста.
Био је председник Друштва писаца Македоније (1969—1971 и 1985 — 1986), председник савета Струшких вечери поезије (1970—1971), одговорни уредник часописа „Млада литература“, амбасадор Републике Македоније у Русији. Био је члан МАНУ (Македонска академија наука и уметности). Био је и члан ДПМ (Друштво Македонских писаца) од 1951. године па до смрти.
Преминуо је 22. маја 2010. године

## Књиге
- Во утрините (поезија, 1951)
- Тревожни звуци (поезија, 1953)
- Спокоен чекор (поезија, 1956)
- Божилак (поезија, 1960)
- Апотеоза на делникот (поезија, 1964)
- Претходниците на Мисирков (студије и огледи, 1968)
- Горчливи голтки непремолк (поезија, 1970)
- Снеубавен ден (поезија, 1974)
- Трактати за сонцељубивите (есеји и записи, 1974)
- Веда Словена (1979)
- Маѓепсан мегдан (литерарни записи, 1979)
- Скопјани (поезија, 1981)
- Подалеку од занесот, поблизу до болот (студије, 1983)
- Со збор кон зборот (студије и критике, 1985)
- Поход кон Хеликон (студије, 1987)
- Неволици, неверици, несоници (поезија, 1987)
- Неодложни љубопитства (студије, записи и критике, 1987)
- Недостижна (поезија, 1995)
- Осамен патник (поезија на енглеском, 1996)

Састављач је антологија:
- Песната - храброст (1975)
- Австриската поезија на ХХ век (1982)

и других, а као коаутор је приредио антологије:
- Словенечки поети (1956)
- Езерска земја (1967)
- Правостоина (савремени песници албанске народности у Југославији, 1968)
- Нова хрватска поезија (1973)
- Современа хрватска поезија (1981)

## Награде
- Кочо Рацин
- 11 Октомври
- 13 Ноември
- Браќа Миладиновци
- Климент Охридски
- Гоце Делчев
- Димитар Митрев

Награда за књижевни опус
- Мисла

Преводилачке награде
- Григор Прличев
- Кирил Пејчиновиќ
- Златно перо